# Sambas de Enredo 2007
Sambas de Enredo 2007 é um álbum com as músicas das escolas de samba do Grupo Especial do Rio de Janeiro para o carnaval do ano de 2007. Foi lançado em 24 de novembro de 2006, pela Universal Music em parceria com a Gravasamba. O disco foi gravado entre outubro e novembro de 2006, após as agremiações realizarem suas disputas de samba-enredo. Foi produzido por Laíla e Mário Jorge Bruno, com direção artística de Zacarias Siqueira de Oliveira, e arranjos musicais de Alceu Maia e Jorge Cardoso.
Campeã do carnaval de 2006, a Vila Isabel estampa a capa do álbum e é a faixa de abertura do disco com um samba sobre as transformações históricas e culturais do homem. Vice-campeã do ano anterior, a Grande Rio estampa a contracapa e apresenta um samba em homenagem a Duque de Caxias, cidade-sede da agremiação. A obra da Unidos do Viradouro fala sobre os jogos. O samba da Mangueira tem como tema a língua portuguesa. Pela primeira vez em 20 anos, Jamelão não gravou o samba da escola no CD devido a um acidente vascular cerebral (AVC) isquêmico, sendo substituído por Luizito. Alcione participa da faixa homenageando o cantor. A canção da Beija-Flor fala sobre o legado do povo africano, da África até o Brasil, retratando o continente africano e suas belezas; o transporte de negros escravizados para o Brasil; os orixás; as tradições afro-brasileiras; e personalidades como Agotime, Chico Rei, Rainha N'Ginga; Zumbi dos Palmares e Tia Ciata. A Unidos da Tijuca falou sobre a história da fotografia.
Sétima faixa do álbum, a Portela falou sobre os esportes e os Jogos Pan-Americanos de 2007, realizados no Rio de Janeiro, meses após o carnaval. O Império Serrano abordou sobre as diferenças e as pessoas com deficiência. Após um ano fora do Grupo Especial, Preto Jóia retornou ao carnaval carioca gravando o samba da Imperatriz Leopoldinense, sobre o bacalhau. O samba da Mocidade tem como tema o artesanato; enquanto a obra do Salgueiro versa sobre as candaces, rainhas da África Oriental, que dominaram o continente antes da era cristã. A canção da Porto da Pedra fala sobre a África do Sul. Campeã do Grupo de Acesso A (segunda divisão do carnaval) de 2006, a Estácio de Sá retornou ao Grupo Especial reeditando o clássico samba-enredo "O Ti-ti-ti do Sapoti", apresentado pela própria agremiação no carnaval de 1987.

## Antecedentes
Vice-campeã do carnaval anterior, a Grande Rio foi a primeira escola a definir enredo. Em 17 de abril de 2006, foi anunciada uma homenagem à cidade de Duque de Caxias, na Baixada Fluminense, sede da agremiação. O enredo "Caxias, o Caminho do Progresso, o Retrato do Brasil" é de autoria do carnavalesco Roberto Szaniecki, mantido pelo terceiro carnaval consecutivo. A escola recontratou Wander Pires como intérprete oficial, substituindo Bruno Ribas, que se transferiu para a Mocidade. Após três carnavais com a Unidos da Tijuca, onde conquistou o vice-campeonato em 2004 e 2005, Paulo Barros se desligou da escola acertando sua transferência para a Viradouro. Em 27 de abril de 2006, a escola define o tema "A Viradouro Vira o Jogo", que trata sobre as mais diversas formas de jogo.
Em maio, três escolas anunciaram seus temas. A Imperatriz Leopoldinense escolheu um tema que partia da origem do bacalhau na Noruega e fazia referências ao apresentador Chacrinha, morto em 1988, e ao Carnaval de Pernambuco. O enredo "Teresinha, uhuhuuuu!!!! Vocês querem bacalhau?" foi desenvolvido pela carnavalesca Rosa Magalhães. A escola dispensou o intérprete Ronaldo Yllê após três carnavais. Para seu lugar, contratou Preto Jóia, que retorna à agremiação após 8 anos. A Beija-Flor anunciou um enredo sobre o continente africano e as tradições afro-brasileiras, retomando aos temas de origem afro feita pela última vez no desfile de 2001. O enredo "Áfricas: do Berço Real à Corte Brasileira" foi desenvolvido pela comissão de carnaval da escola, formada por Laíla, Fran Sérgio, Shangai, Ubiratan Silva e Alexandre Louzada – retornando à escola após conquistar o título pela Vila Isabel no desfile anterior. Campeã de 2006, a Vila Isabel anunciou o enredo "Metamorfoses: do reino natural à corte popular do carnaval - As transformações da vida". Para substituir Louzada, a escola contratou o carnavalesco Cid Carvalho, que estava na Beija-Flor.
Sem Paulo Barros, a Unidos da Tijuca optou por formar uma dupla de carnavalescos, efetivando o diretor de carnaval Luiz Carlos Bruno e contratando Lane Santana, egresso da Renascer de Jacarepaguá. No dia 1° de junho de 2006, a escola anunciou o enredo "De lambida em lambida, a Tijuca dá um click na avenida", sobre a história da fotografia. A Estácio de Sá foi campeã do Grupo de Acesso A (segunda divisão do carnaval) de 2006, garantindo seu retorno ao Grupo Especial, de onde estava afastada desde 1997. No dia 4 de junho de 2006, a escola anunciou a reedição de "O Ti-ti-ti do Sapoti", apresentado originalmente no carnaval de 1987. Pelo terceiro ano seguido a agremiação fará uma releitura de um enredo antigo, tendo os anteriores resultado em dois acessos consecutivos – o título do Grupo B em 2005 com "Arte Negra na Legendária Bahia", de 1976, e o campeonato do Grupo A no ano anterior com "Quem é você?", de 1984. A Estácio contratou o carnavalesco Paulo Menezes, demitido pelo Império Serrano, e o intérprete Anderson Paz, que estava na Acadêmicos da Rocinha.
A Mangueira elegeu Percival Pires como seu novo presidente no final do mês de abril. Somente em meados de junho a escola anunciou seu enredo para 2007, que aborda a relação do Brasil com a língua portuguesa, adotada em mais sete países. O enredo "Minha Pátria é minha língua, Mangueira meu grande amor. Meu samba vai ao Lácio colher a última flor" é assinado por Oswaldo Martins e o carnavalesco Max Lopes. No dia 25 de outubro de 2006, às vésperas da gravação do CD, o intérprete Jamelão sofreu um acidente vascular cerebral isquêmico e ficou impossibilitado de defender a agremiação. O cantor de apoio Luizito o substituiu. O Império Serrano anunciou no dia 16 de junho de 2006 o enredo sobre as diferenças, exaltando pessoas com deficiência e se auto apresentando como uma agremiação diferente, pioneira em fantasiar as comissões de frente e introduzir novos instrumentos na bateria. O enredo "Ser Diferente é Normal – O Império Serrano Faz a Diferença no Carnaval" foi sugerido por uma ONG defensora dos portadores de Síndrome de Down. A escola demitiu o carnavalesco Paulo Menezes após ter recusado um enredo autoral. Para seu lugar, contratou Jack Vasconcelos, que no ano anterior esteve na União da Ilha do Governador.
Décima primeira colocada no carnaval anterior, pior resultado de sua história, o Salgueiro anunciou no dia 20 de junho de 2006 seu tema, que narra a história de rainhas da África Oriental, que dominaram o continente antes da era cristã. O enredo "Candaces" é assinado pelo departamento cultural da escola e pelos carnavalescos Renato Lage e Márcia Lage, mantidos pelo quinto carnaval consecutivo. Dias depois, a Porto da Pedra definiu seu enredo, sobre a África do Sul e o legado de seu ex-presidente, Nelson Mandela. O anúncio foi feito em 29 de junho de 2006 pelo carnavalesco Milton Cunha em sua coluna no jornal carioca O Dia. A escola o contratou após sua saída da Viradouro e Cahê Rodrigues se transferir para a Portela. Inicialmente o título do enredo seria "África do Sul – para cada horror, um esforço heróico", posteriormente alterado para "Preto-e-Branco A Cores".
A Mocidade definiu seu enredo no dia 28 de julho, sobre a história do artesanato. O enredo "O Futuro no Pretérito, Uma História Feita à Mão" recebeu patrocínio da Associação Brasileira de Artesões. A escola trocou o carnavalesco Mauro Quintaes por Alex de Souza (que estava na Rocinha); enquanto o intérprete Wander Pires, que acertou seu retorno à Grande Rio, foi substituído por Bruno Ribas. O intérprete paulistano Freddy Vianna chegou a ser anunciado pela Mocidade para fazer dupla com Ribas, mas o negócio foi desfeito após uma cláusula contratual com a Acadêmicos do Tucuruvi (escola que defendia no Carnaval de São Paulo) impedir sua ida para o Rio de Janeiro. A Portela foi a última escola a definir seu enredo. Inicialmente se especulou possíveis enredos sobre a moda e a história da própria agremiação, mas em 14 de agosto de 2006 foi escolhido o tema sobre os esportes olímpicos, embalando-se pela realização dos Jogos Pan-Americanos de 2007 no Rio de Janeiro. O enredo "Os Deuses do Olimpo na terra do carnaval – Uma festa dos esportes, da saúde e da beleza" foi desenvolvido pelos carnavalescos Amarildo de Mello, em seu segundo ano na escola, e Cahê Rodrigues, contratado após passagem pela Porto da Pedra.

## Escolha dos sambas
Com exceção da Estácio de Sá, todas as escolas realizaram disputas de samba-enredo. A Beija-Flor foi a primeira a realizar sua final, na madrugada da sexta-feira, dia 6 de outubro de 2006, na quadra da escola, em Nilópolis. Dos 86 sambas inscritos no concurso da escola, cinco chegaram à final. Venceu a obra assinada por Cláudio Russo, J. Velloso, Carlinhos do Detran e Gilson DR. Gilson assina seu terceiro samba na escola, enquanto Russo assina seu segundo samba, com os demais vencendo pela primeira vez. Campeã de 2006, a Vila Isabel foi a segunda escola a realizar a final da sua disputa na madrugada do sábado, dia 7 de outubro de 2006. Três sambas chegaram a decisão. Venceu a obra dos compositores André Diniz, Carlinhos Petisco, Evandro Bocão, Prof. Wladimir e Serginho 20, também autores do samba do ano anterior (a exceção de Bocão e Wladimir). Diniz e Serginho assinam o samba da Vila Isabel pela sexta vez. Bocão venceu pela quinta vez, enquanto os demais emplacam seu primeiro samba na escola. A Viradouro realizou sua final de disputa na madrugada do domingo, dia 8 de outubro de 2006, em sua quadra, no Barreto. Venceu a obra dos compositores Gusttavo Clarão, Gilberto Gomes, Nando, Pablo Fernandes, P.C. Portugal e Dominguinhos do Estácio. Com a vitória, Portugal assina seu nono samba na Viradouro, enquanto Clarão e Gilberto assinam pela oitava vez. Dominguinhos venceu pela terceira vez, enquanto os demais assinam seu primeiro samba na escola.

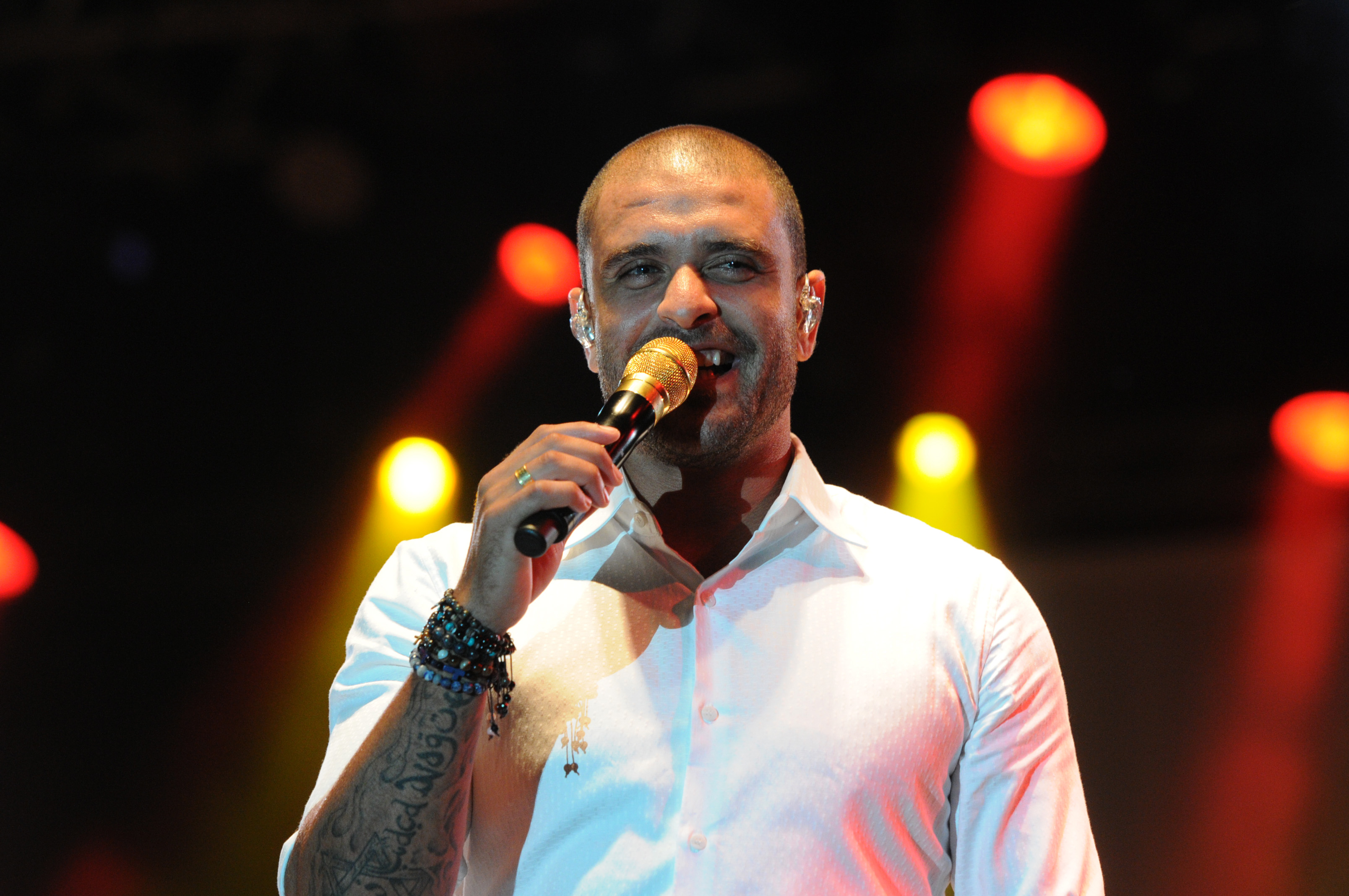
Diogo Nogueira assina pela primeira vez um samba-enredo na Portela.

Na madrugada da quinta-feira, dia 12 de outubro de 2006, o Salgueiro realizou sua final de disputa em sua quadra no Andaraí. A obra dos compositores Dudu Botelho, Marcelo Motta, Zé Paulo e Luiz Pião venceu pela primeira vez na escola, desbancando a parceria de Moisés Santiago, então bicampeã na disputa. Na madrugada seguinte, Portela e Grande Rio escolheram suas obras. A Portela anunciou seu vencedor por volta das cinco horas da manhã, escolhendo o samba de Diogo Nogueira, Ciraninho e Celsinho de Andrade, vencedores pela primeira vez na escola. Com sua quadra em reforma, a Grande Rio realizou sua final no pátio do Colégio São José, em Duque de Caxias. A obra da parceria de Márcio das Camisas, Professor Elísio, Mariano Araújo e Robson Moratelli derrotou os sambas de outras quatro parcerias. Com exceção de Moratelli, todos venceram pela segunda vez consecutiva.

Três escolas realizaram suas finais de disputa na madrugada da segunda-feira, dia 16 de outubro de 2006. Na Porto da Pedra, o samba dos compositores David Souza, Fábio Costa, Francisco, William dos Anjos e Vagner Fonseca foi a vencedora. Na Imperatriz, o samba da parceria de Merrenga, Xande Sobrinho, Lula Inspiração, Bill Amizade e Aliomar derrotou outras duas obras concorrentes, em decisão considerada surpreendente por não ser uma obra apontada como favorita na disputa. Na Mocidade venceu a obra dos compositores Toco, Rafael Paura e Marquinho Marino. Rafael e Marino venceram pela segunda vez consecutiva, enquanto Toco venceu pela décima segunda e última vez na escola. O compositor faleceu em 11 de novembro, pouco menos de um mês após o término da disputa, vítima de um câncer.

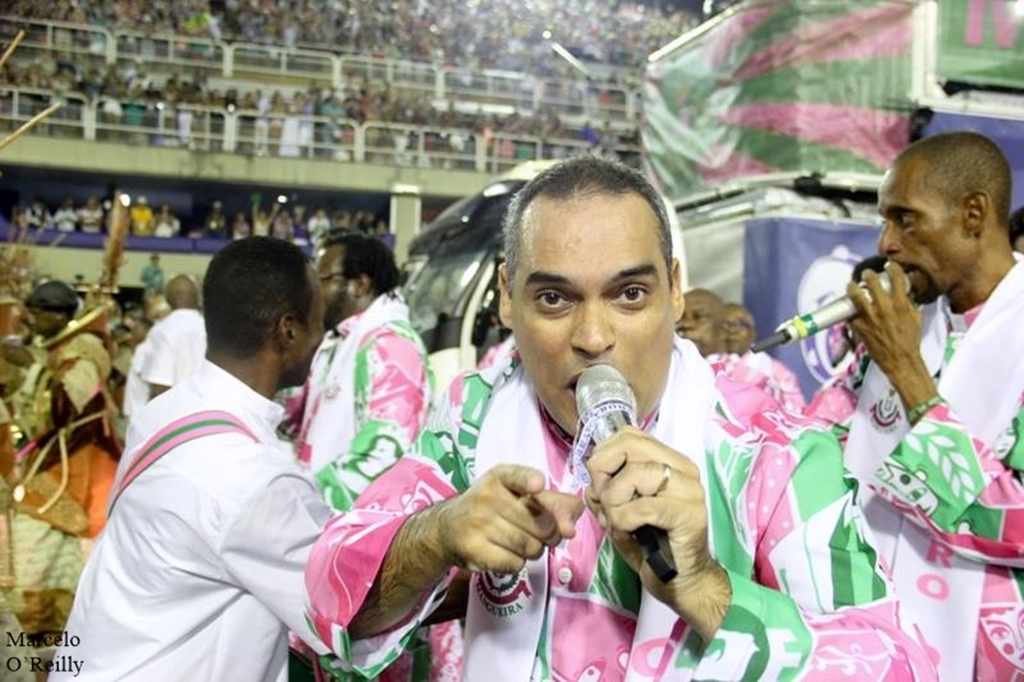
Lequinho, um dos autores do samba-enredo da Mangueira, assina seu terceiro samba na escola.

Unidos da Tijuca e Mangueira realizaram suas finais de disputa na madrugada do domingo, dia 15 de outubro de 2006. Na Tijuca, quatro sambas chegaram à final. A obra composta por Ivinho do Cavaco, Totonho, Silvão e Jorge Remédio se sagrou a vencedora. Jorge assina o samba da escola pelo terceiro ano consecutivo, enquanto os demais venceram pela primeira vez. Por volta das seis da manhã, a Mangueira anunciou a vitória da obra assinada por Lequinho, Junior Fionda, Aníbal e Amendoim do Samba. Lequinho e Amendoim venceram pela terceira vez na escola, enquanto Fionda assina seu segundo samba e Aníbal venceu pela primeira vez.
O Império Serrano foi a última escola a definir seu samba-enredo, na madrugada de terça-feira, dia 16 de outubro de 2006. Venceu a obra favorita da disputa, da parceria formada por Arlindo Cruz, Maurição, Aluisio Machado, Carlos Sena e João Bosco. Com a vitória, Aluisio assina seu décimo samba no Império, enquanto Arlindo e Maurição assinam seu oitavo samba para a escola. Carlos Senna assina pela sexta vez, enquanto João Bosco venceu seu segundo samba.

## Gravação e lançamento
O álbum foi gravado na Cia. dos Técnicos Studios, em Copacabana, entre 9 de outubro e 3 de novembro de 2006. As escolas gravavam suas respectivas faixas conforme finalizavam suas disputas de samba. O álbum foi produzido por Laíla e Mário Jorge Bruno, com direção artística de Zacarias Siqueira de Oliveira, e arranjos musicais de Alceu Maia e Jorge Cardoso. Após 20 anos de parceria com a BMG Brasil, a Gravasamba assinou contrato com a Universal Music, que passou a ser responsável pela distribuição e comercialização do álbum.
A Liga Independente das Escolas de Samba (LIESA) promoveu uma festa de lançamento do álbum na noite da segunda-feira, dia 13 de novembro de 2006, na quadra da Vila Isabel. Acompanhadas pela bateria da anfitriã, campeã de 2006, cada escola apresentou sua obra com seus respectivos intérpretes, autores dos sambas, casais de mestre-sala e porta-bandeira, diretores e rainhas de bateria.

## Designvisual

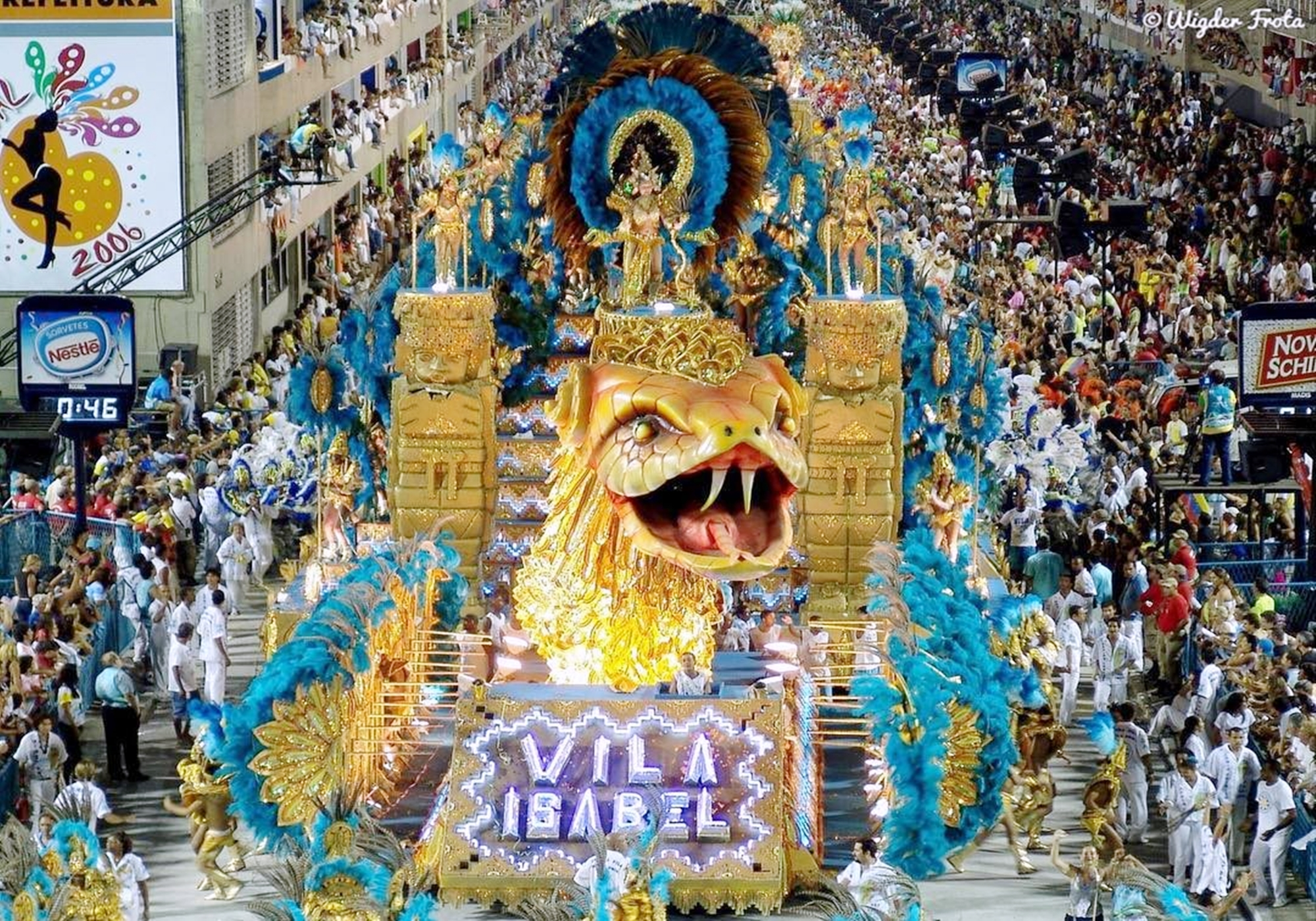
Abre-alas de 2006 da Vila Isabel estampa a capa do álbum.

Tradicionalmente, a capa do álbum e seu design visual remetem à escola campeã do carnaval anterior, enquanto a contracapa remete à vice-campeã. Na capa de Sambas de Enredo 2007 é utilizada uma imagem do fotógrafo Henrique Matos com a visão frontal do carro abre-alas do desfile campeão de 2006 da Vila Isabel, intitulada "O Esplendor do Império do Sol". Além do título do álbum, a capa contém a inscrição "Vila Isabel Campeã", nas cores amarelo e azul. Fabio Oliveira é o responsável pela arte. Pela primeira vez em 20 anos a capa não estampava patrocínios de empresas.
A contracapa do álbum monstra uma imagem da última alegoria do desfile da Grande Rio, intitulada "Zona Franca Industrial". A imagem contém a inscrição "Grande Rio Vice-campeã" na cor vermelha e o nome das escolas que compõem o álbum, com letras na cor branca.

## Faixas
Tradicionalmente, a lista de faixas segue a ordem de classificação do carnaval anterior. A primeira faixa é da campeã de 2006, a Vila Isabel; a segunda é da vice-campeã, Grande Rio; e assim por diante. A última faixa é da escola que ascendeu do grupo de acesso, a Estácio de Sá, campeã do Grupo de Acesso A de 2006 e promovida ao Grupo Especial de 2007.
| N.º            | Título | Compositor(es)                                                                                   | Intérpretes e participações | Duração |  |
| 1.             | "Metamorfoses: do Reino Natural à Corte Popular do Carnaval – As Transformações da Vida" (Vila Isabel)            | André Diniz, Carlinhos Petisco, Evandro Bocão, Prof. Wladimir e Serginho 20                      | Tinga                       | 4:48    |  |
| 2.             | "Caxias, o Caminho do Progresso, o Retrato do Brasil" (Grande Rio)                                                | Márcio das Camisas, Professor Elísio, Mariano Araújo e Robson Moratelli                          | Wander Pires                | 5:48    |  |
| 3.             | "A Viradouro Vira o Jogo" (Viradouro)                                                                             | Gusttavo Clarão, Gilberto Gomes, Nando, Pablo Fernandes, P.C. Portugal e Dominguinhos do Estácio | Dominguinhos do Estácio     | 5:25    |  |
| 4.             | "Minha Pátria É Minha Língua, Mangueira Meu Grande Amor. Meu Samba Vai ao Lácio Colher a Última Flor" (Mangueira) | Lequinho, Junior Fionda, Aníbal e Amendoim do Samba                                              | Luizito (Part.: Alcione)    | 6:20    |  |
| 5.             | "Áfricas: do Berço Real à Corte Brasileira" (Beija-Flor)                                                          | Cláudio Russo, J. Velloso, Carlinhos do Detran e Gilson DR                                       | Neguinho da Beija-Flor      | 6:30    |  |
| 6.             | "De Lambida em Lambida, a Tijuca Dá Um Click na Avenida" (Unidos da Tijuca)                                       | Ivinho do Cavaco, Totonho, Silvão e Jorge Remédio                                                | Wantuir                     | 5:30    |  |
| 7.             | "Os Deuses do Olímpo na Terra do Carnaval – Uma Festa dos Esportes, da Saúde e da Beleza" (Portela)               | Diogo Nogueira, Ciraninho e Celsinho de Andrade                                                  | Gilsinho                    | 6:38    |  |
| 8.             | "Ser Diferente é Normal – O Império Serrano Faz a Diferença no Carnaval" (Império Serrano)                        | Arlindo Cruz, Maurição, Aluisio Machado, Carlos Sena e João Bosco                                | Nêgo                        | 6:10    |  |
| 9.             | "Teresinha, uhuhuuuu!!!! Vocês Querem Bacalhau?" (Imperatriz Leopoldinense)                                       | Merrenga, Xande Sobrinho, Lula Inspiração, Bill Amizade e Aliomar                                | Preto Jóia da Imperatriz    | 6:37    |  |
| 10.            | "O Futuro no Pretérito, Uma História Feita a Mão" (Mocidade Independente de Padre Miguel)                         | Toco, Rafael Paura e Marquinho Marino                                                            | Bruno Ribas                 | 5:37    |  |
| 11.            | "Candaces" (Salgueiro)                                                                                            | Dudu Botelho, Marcelo Motta, Zé Paulo e Luiz Pião                                                | Quinho                      | 6:30    |  |
| 12.            | "Preto-e-Branco A Cores" (Porto da Pedra)                                                                         | David Souza, Fábio Costa, Francisco, William dos Anjos e Vagner Fonseca                          | Luizinho Andanças           | 5:48    |  |
| 13.            | "O Ti-ti-ti do Sapoti" (Estácio de Sá)                                                                            | Darcy do Nascimento, Djalma Branco e Dominguinhos do Estácio                                     | Anderson Paz                | 4:21    |  |
| Duração total: | Duração total: | Duração total:                                                                                   | Duração total:              | 1:16:07 |  |

## Crítica profissional
Em sua crítica para o jornal O Globo, João Pimentel classificou o álbum como médio, escrevendo que "a fornada de sambas para o carnaval de 2007 não faz feio se comparada com a dos anos anteriores". O jornalista elogiou os sambas de Grande Rio ("fez bonito homenageando Caxias e seus personagens, talvez o melhor do ano") e Vila Isabel ("um bom samba sobre as transformações da vida"). Para Pimentel, a Beija-Flor "vem pela milésima vez cantando a África, mas o samba é bom"; o Salgueiro "também tem um bom hino"; Mangueira e Império "apresentam sambas corretos"; a Portela tem um "samba burocrático"; a Unidos da Tijuca "não conseguiu manter o padrão dos anos anteriores"; "os compositores da Imperatriz não foram tão felizes [...] o samba não é ruim, mas é uma ode ao bacalhau". Segundo o jornalista, "não há nenhum samba antológico, alguns bons sambas, outros medianos e duas chatices sem inspiração: Mocidade e Viradouro. Do samba da escola de Niterói, sobre jogos, saiu a pérola: Respiro fundo / No pinball quero brincar".
Para Marco Maciel, do site especializado Sambario, o estilo de gravação segue o mesmo dos álbuns anteriores, com baterias artificiais e batidas semelhantes (à exceção apenas da Mangueira e Mocidade). O diferencial são as paradinhas, mais arrojadas e presentes [...] o arranjo de cordas está mais discreto no álbum de 2007, onde a voz do intérprete aparece com total destaque. Na primeira passada, ele canta sem nenhum acompanhamento (à exceção dos refrões), para enfim receber a companhia do coral, também mais discreto com relação aos CDs passados". Para João Marcos, também do Sambario, o álbum é "extremamente bem produzido e extremamente sem graça. O grande erro na produção foi dar aos sambas um andamento muito semelhante, apesar dos arranjos terem uma perceptível diversidade entre si. Cadenciadas, as baterias têm peso e as cordas estão menos audíveis". Sobre a safra de sambas, Maciel elogiou ("Está bastante nivelada. Tanto que é difícil escolher o melhor samba do ano em função dos níveis semelhantes de algumas obras como Mangueira, Beija-Flor, Portela, Salgueiro e Porto da Pedra"); enquanto João Marcos criticou ("Os enredos são obscuros e as letras apelam para uma falsa poesia, com palavreado rebuscado. A melodia é quase sempre em tom menor, para a escola não ser acusada de ter um samba oba-oba [...] O destaque da safra é o samba da Portela - além de ser o mais perfeito do ponto de vista técnico, é o único que foge da mesmice, com uma letra simples e uma melodia envolvente".

## Os sambas no carnaval

### Premiações
O samba da Beija-Flor recebeu os prêmios do ano.
- "Áfricas - Do Berço Real à Corte Brasiliana" (Beija-Flor)

1. Estandarte de Ouro [38][39]
2. Tamborim de Ouro [40]

## Créditos
Ao processo de elaboração do álbum se atribui os seguintes créditos:
| - Produtor fonográfico: Gravadora Escola de Samba LTDA. - Direção artística: Zacarias Siqueira de Oliveira - Produção musical: Laíla e Mário Jorge Bruno - Apoio à produção: Genilson Barbosa, Edeildo Santos "Delfim", Lucimeri Pimenta e Renato Silva - Técnico de Gravação: Mário Jorge Bruno - Gravação adicional: Luiz Carlos T. Reis, Willian Jr e Sandro Rangel - Assistente técnico: José Sartori (Magro) - Edição Digital: Guilherme Medeiros - Auxiliares técnicos de estúdio: Douglas de Souza e Matheus Lourenço - Mixagem: Mário Jorge Bruno - Masterização: Ricardo Essucy - Manutenção técnica: Duarte e Tilico - Projeto gráfico: Eduardo FA. Santos e Alberto Villar (L&A Studio) - Arte da capa: Fabio Oliveira - Fotos: Henrique Matos - Coordenação gráfica: Geysa Adnet e Gê Alves Pinto | - Arregimentação das escolas de samba: Zacarias Siqueira de Oliveira - Arregimentação dos músicos, ritmistas e coristas: Edeildo Santos "Delfim" e Genilson Barbosa - Arranjo / regência: Jorge Cardoso (faixas 1; 3; 6; 8; 9; 11; 12); Alceu Maia (faixas 2; 4; 5; 7; 10; 13) - Tons: Carlinhos do Cavaco e Paulinho de Pilares Base - Cavaco: Alceu Maia; Paulinho Soares "Galeto"; Márcio Vanderlei - Violão: Marcos Arcanjo; Wallace Peres - Violão Sete Cordas: Carlinhos Sete Cordas; Luís Felipe de Lima - Tantã: Beloba - Pandeiros: Jim Brown; Marcos Esguleba - Surdo mór: André Carta Marcada; Timba (faixa 4) - Surdo Maracanã: Macalé (faixa 4) - Complementos de harmonia: Marcelo Nami (violão de 12); Márcio Almeida, Paulinho Balthazar e Alceu Maia (cavaquinho); Rafael Prates (cavaquinho e banjo) - Percussões e efeitos: Pirulito; Binho Percussão |